# Валера Фрата
Валера Фрата (итал. Valera Fratta) је насеље у Италији у округу Лоди, региону Ломбардија.
Према процени из 2011. у насељу је живело 1563 становника. Насеље се налази на надморској висини од 77 м.

## Становништво
| 1931. | 1936. | 1951. | 1961. | 1971. | 1981. | 1991. | 2001. | 2011. |
| ----- | ----- | ----- | ----- | ----- | ----- | ----- | ----- | ----- |
| 862   | 880   | 859   | 716   | 687   | 801   | 931   | 1.208 | 1.669 |